# Tobruk

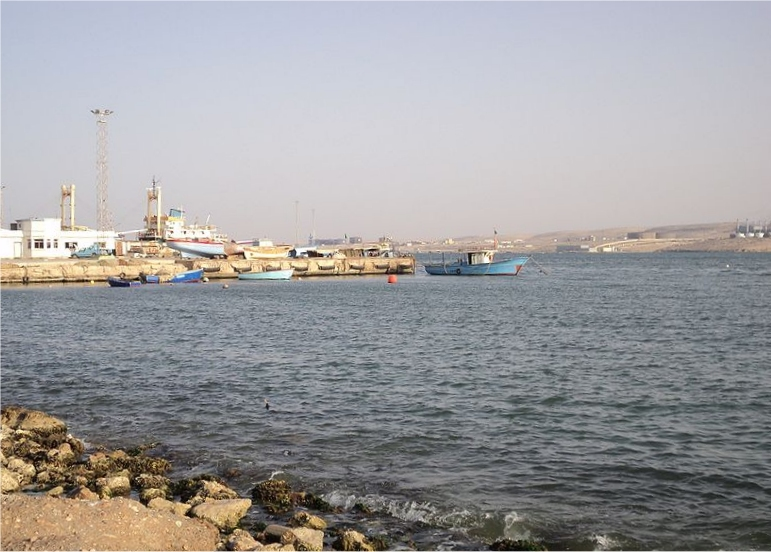
Port de Tobruk

Tobruk o Tubruq (àrab: طبرق, Ṭubruq) és una ciutat, capital del seu districte i port de mar a l'est de Líbia, a la regió de la Cirenaica, prop de la frontera amb Egipte. Té una població d'uns 300.000 habitants.
Tobruk va ser el lloc on hi havia una antiga colònia grega i després una fortalesa romana. També va ser una estació en el comerç de caravanes. Cap a 1911 va esdevenir un lloc militar del regne d'Itàlia però durant la Segona Guerra Mundial Tobruk ser presa per les forces aliades (22 de gener de 1941) després de conquerir el port de Marsa El Brega i el setge de Tobruk. A partir de la dècada de 1960 el seu port va ser destinat a l'exportació del petroli libi que li arribava a través d'un oleoducte.
En les protestes líbies de febrer de 2011 es va informar que la ciutat de Tobruk va passar a ser controlades pels opositors al govern de Gaddafi.

## Geografia
Tobruk té un port natural ben protegit potser és el millor port natural del nord d'Àfrica però té el desert immediatament al sud. Comercialment beneficia a aquesta ciutat estar prop d'Egipte (a 150 km). El problema de la salinitat de les aigües de Tobruk s'ha solucionat recentment amb una planta dessaladora.

## Història
Antipyrgos (Antipyrgus) va ser una colònia agrícola grega situada on ara hi ha la moderna Tobruk. Durant la Segona Guerra Mundial la seva importància estratègica estava motivada pel seu port natural situat en una península útil encara que fos bombardejat que a més els italians havien fortificat. A més Tobruk estava ben situat respecte a la resta de la Cirenaica i a uns 25 km al sud hi havia el camp d'aviació més gran de l'est de Líbia. Els britànics construïren una línia de ferrocarril de l'Alamein a Tobruk per assegurar els subministraments.